# Sam Gyimah
Samuel Phillip Gyimah, dit Sam Gyimah, né le 10 août 1976 à Beaconsfield (Buckinghamshire), est un homme politique britannique. Député de la circonscription d'East Surrey à la Chambre des communes de 2010 à 2019, il est élu et réélu deux fois en tant que conservateur, avant de s'opposer au gouvernement pour bloquer un Brexit sans accord avec l'Union européenne et de quitter le groupe conservateur en septembre 2019. Il rejoint les Libéraux-démocrates et se présente sans succès sous cette étiquette à Kensington aux élections générales anticipées de 2019.
Entre 2014 et 2018, après avoir exercé les fonctions de secrétaire parlementaire privé du Premier ministre, David Cameron, ainsi que de whip du gouvernement, Sam Gyimah est sous-secrétaire d'État parlementaire au département de l'Éducation,,. Il est ministre d'État aux Universités, aux Sciences, à la Recherche et à l'Innovation du 9 janvier jusqu'à sa démission le 30 novembre 2018 pour protester contre l'accord de retrait de Theresa May sur le Brexit.

## Jeunesse
Sam Gyimah naît le 10 août 1976 à Beaconsfield, dans le Buckinghamshire (Angleterre). Son père Samuel est médecin généraliste et sa mère Comfort Mainoo est sage-femme. Quand il a six ans, ses parents se séparent et sa mère retourne dans son Ghana natal avec ses trois enfants (lui et son frère et sœur, plus jeunes) tandis que son père reste au Royaume-Uni. Pendant les dix années suivantes, il fréquente l'école Achimota à Accra.
Il revient au Royaume-Uni pour suivre le GCSE et des A-levels au Freman College, une école publique de Buntingford, dans le Hertfordshire. Il étudie ensuite au Somerville College à l'université d'Oxford, où il suit des cours de politique, de philosophie et d'économie et est élu président de l'Oxford Union Society en 1997.

## Carrière privée
Après avoir obtenu son diplôme, Gyimah rejoint Goldman Sachs comme banquier d'investissement, quittant la société en 2003 pour créer Clearstone Training and Recruitment Limited avec le futur député conservateur Chris Philp. Gyimah est élu entrepreneur du futur par la Confederation of British Industry (CBI) en 2005. En septembre 2005, Gyimah écrit un rapport du Bow Group, un think tank conservateur, intitulé From the Ashes: the future of the Conservative Party. Il est élu président du Bow Group de 2006 à 2007.
Gyimah se présente sans succès dans le quartier londonien de Kilburn lors de l'élection 2006 du Conseil de Camden. En décembre 2009, il se classe troisième aux primaires conservatrices de la circonscription de Gosport pour succéder à Peter Viggers, perdant face à Caroline Dinenage.

## Carrière parlementaire
À la suite de l'ajout de son nom à la « liste A » des conservateurs, il est choisi comme candidat parlementaire pour la circonscription d'East Surrey et aisément élu avec 56,7 % des voix aux élections générales de 2010, faisant son premier discours à la Chambre des communes le 29 juillet 2010. Gyimah devient membre du comité spécial pour le développement international et déclare qu'il souhaite mobiliser le secteur privé pour atteindre les objectifs de développement international. Il commence à prendre une part active aux débats sur l'éducation et l'emploi et à certaines campagnes locales pour protéger la ceinture verte dans le Surrey.
En 2011, il produit un rapport avec le groupe de réflexion NESTA, Beyond the Banks: the case for a British Industry and Enterprise Bond, en faveur d'alternatives non bancaires pour les entreprises à la recherche de financement. Il est le premier député à appeler à un assouplissement du crédit comme moyen d'accélérer la reprise économique britannique.
Gyimah est nommé secrétaire privé parlementaire du Premier ministre David Cameron lors du remaniement de septembre 2012, puis whip du gouvernement en octobre 2013, soutenant le Premier ministre lors de la coalition Cameron-Clegg.
Gyimah soutient le maintien du Royaume-Uni dans l'Union européenne lors du référendum de 2016.
Gyimah est le sous-secrétaire d'État parlementaire chargé de l'enfance et de l'éducation pendant l'examen du projet de loi sur la garde d'enfants 2015-2016, conçu pour offrir 30 heures par semaine de garde d'enfants entre 3 et 4 ans, financées aux parents qui travaillent. Le projet de loi sur la garde d'enfants exigeait également des autorités locales qu'elles publient des informations sur la disponibilité des services de garde locaux pour les parents et les tuteurs. Le projet de loi est devenu loi sur la garde d'enfants le 16 mars 2016.
Le 4 juillet 2016, Gyimah lance Millie's Mark, un label de qualité volontaire décrit comme « le nouveau standard d'or » pour les prestataires de soins maternels qui ont formé tout leur personnel aux premiers secours pédiatriques,.
Gyimah a toujours voté en faveur de l'avancement des droites des personnes LGBT, y compris le droit des couples homosexuels de se marier dans tout le Royaume-Uni, incluant l'Irlande du Nord.
En tant que ministre d'État aux Universités, des Sciences, de la Recherche et de l'Innovation, Gyimah visite les campus universitaires du pays pour des séances de questions-réponses avec les étudiants, le personnel et le public. Il appelle les dirigeants de l'enseignement supérieur à donner la priorité à la santé mentale des étudiants et évoque ses propres difficultés financières en tant qu'étudiant de premier cycle. 
Le 30 novembre 2018, Gyimah est le septième ministre du gouvernement à démissionner à cause de l'accord sur le Brexit de Theresa May, qu'il qualifie de naïf. Il appelle l'accord de retrait de May « un accord de nom uniquement » avec de nombreuses questions non résolues qui laisseraient le Royaume-Uni à la merci de l'Union européenne sans effet de levier pendant de nombreuses années, estime-t-il.
Il déclare que ce qu'il perçoit comme la faiblesse du Royaume-Uni dans les négociations sur le projet de navigation par satellite Galileo constitue pour lui la prise de position de trop et qu'il a l'intention de voter contre l'accord de May à la Chambre des communes le 11 décembre 2018, suggérant que le public devrait avoir le droit de s'exprimer sur le accord de retrait lors d'un autre référendum avec l'extension du processus de l'article 50. Gyimah démissionne de son poste de ministre car voulant être libre d'approuver un second référendum sur le Brexit. Début 2019, il cofonde le groupe Right to Vote.
Le 2 juin 2019, Gyimah annonce son intention de se porter candidat aux élections à la direction du Parti conservateur. Il est le seul candidat à la direction à préconiser un second référendum. Il se retire le 10 juin, jour où les candidatures devaient être officialisées.

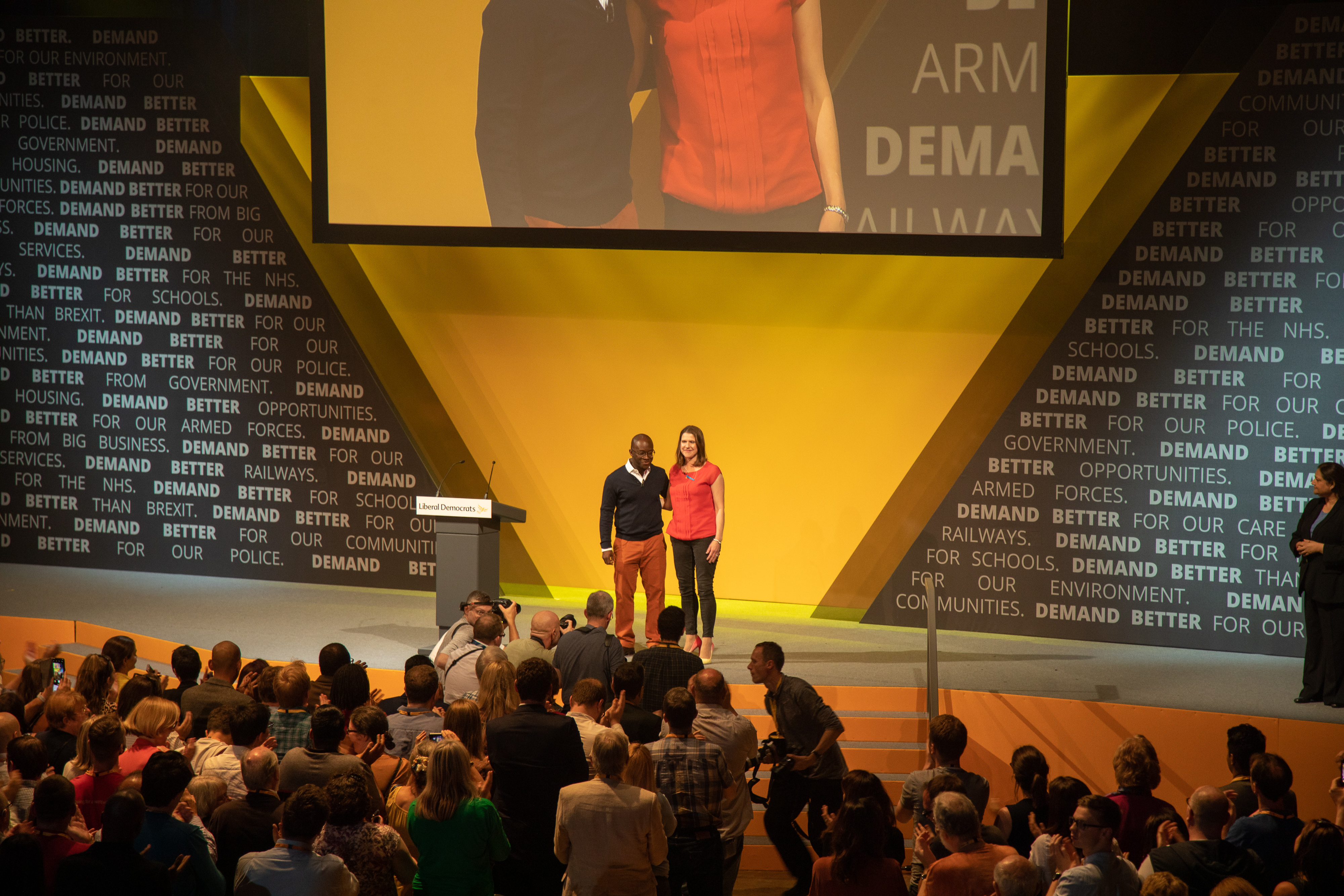
Sam Gyimah avec Jo Swinson, chef libérale-démocrate, à la conférence d'automne 2019 du parti à Bournemouth.

Le 3 septembre 2019, Gyimah rejoint 20 autres députés conservateurs rebelles pour voter contre le nouveau gouvernement conservateur de Boris Johnson. Les députés rebelles votent avec l'opposition contre une motion conservatrice, qui échoue. De fait, ils ont aidé à empêcher le plan de Brexit « sans accord » de Johnson de se dérouler le 31 octobre. Par la suite, les 21 sont informés qu'ils sont exclus du groupe conservateur, les obligeant à siéger en tant qu'indépendants et à ne pas pouvoir se présenter comme candidats conservateurs. 
Le 14 septembre, il rejoint les Libéraux-démocrates et est nommé porte-parole pour les affaires, l'énergie et la stratégie industrielle le 21 octobre suivant,. En décembre, aux élections générales de 2019, il se présente dans la circonscription londonienne de Kensington pour les Libéraux-démocrates, terminant troisième avec 21,3 % des voix, derrière la vainqueur conservatrice Felicity Buchan et la sortante travailliste Emma Dent Coad, ce qui marque son retrait de la scène politique.

## Après le Parlement
En août 2020, Gyimah rejoint le conseil d'administration d'Oxford University Innovation, une société de transfert de technologie et de conseil créée pour gérer la recherche et le développement de spin-offs universitaires.
En septembre 2020, il présente sur BBC Radio 4 une émission sur l'avenir de l'enseignement supérieur en Grande-Bretagne. En novembre suivant, il est annoncé qu'il devient directeur non exécutif pour Goldman Sachs International à Londres.

## Vie privée
Gyimah épouse Nicky Black en 2012, avec qui il a un fils et une fille. Ils se sont connus à Oxford, où elle est également présidente de l'Union d'Oxford, avant de se revoir après l'université. Elle est Néo-Zélandaise élevée à Hong Kong. Black travaille pour la société minière De Beers et est directrice du développement social et économique au Conseil international des mines et des métaux.
Gyimah est bénévole et collecteur de fonds pour Crisis, la Down's Syndrome Association et le St. Catherine's Hospice dans le Surrey. Il est membre du conseil de gouvernance (school governor) d'une école du centre-ville de Londres, membre du conseil d'administration d'une association de logement et du conseil de développement du Somerville College. Il est vice-président de l'association caritative Young Epilepsy (anciennement le National Centre for Young People with Epilepsy) à Lingfield, dans le Surrey.